# Steve Jobs: The Man in the Machine
Steve Jobs: The Man in the Machine é um documentário norte-americano lançado em 2015, com direção do cineasta Alex Gibney.
A produção do documentário utilizou imagens de arquivos e entrevistas com pessoas que conviveram com o empresário Steve Jobs, como amigos e ex-funcionários.

## Sinopse
É um filme documental sobre o norte-americano Steve Jobs relatando sua vida controversa, pois enquanto sua empresa fatura bilhões, utiliza mão-de-obra de operários chineses com baixíssimos salários, renega sua primeira filha, utiliza conceitos budistas para criar uma das maiores empresas no mundo.